# Thracidentula
Thracidentula is een monotypisch geslacht van tweekleppigen uit de  familie van de Thraciidae.

## Soort
- Thracidentula anatinoides (Reeve, 1859)